# Zhang Yihe
Zhang Yihe (chinesisch 章诒和, Pinyin Zhāng Yíhé; * 6. September 1942 in Anhui Tongcheng) ist eine chinesische Schriftstellerin.

## Leben und Werk
Ihr Vater Zhang Bojun, ein prominenter Intellektueller und hoher Funktionär der Demokratischen Liga, war von 1954 bis 1958 Transportminister unter Mao Zedong, wurde aber in der Kulturrevolution als „Rechtsabweichler Nummer 1“ aller politischer Ämter enthoben. Er hoffte, seine Tochter werde als Schriftstellerin und Zeitzeugin die Erinnerung an die jüngste Geschichte Chinas bewahren. 1970 wurde Zhang Yihe wegen „kulturrevolutionärer Verbrechen“ zu zwanzig Jahren Arbeitslager verurteilt, 1979 mit der lapidaren Feststellung, gegen sie läge nichts vor, freigelassen. Bis zu ihrer Pensionierung arbeitete die studierte Musikwissenschaftlerin in Peking am Institut für Pekingoper-Studien.
Nach über dreißig Jahren löste sie das Vermächtnis ihres Vaters ein. Ihre Bücher über die behördlich verbotene Geschichte stehen in China auf dem Index, gleichwohl sind diese in China Bestseller. Die Werke werden illegal importiert und in Millionenhöhe raubgedruckt.
Als 2007 ihr letztes Buch „Vergangene Geschichten von Stars der Pekingoper“ mit der Begründung verboten wurde, „Bücher dieser Person dürfen nicht veröffentlicht werden“ wandte sie sich empört in einem offenen Brief an die Öffentlichkeit und reichte bei der Regierung eine Petition ein. „Ich saß zehn Jahre im Arbeitslager. Ich habe keine Angst mehr“, sagte sie und verklagte die staatliche Zensurbehörde. Das hatte noch niemand gewagt, aber kein Gericht wird ihre Klage annehmen.
Als couragierte Autorin, die für die unterdrückte Freiheit und Würde und gegen das verordnete Vergessen kämpft, wurde sie 2004 vom unabhängigen chinesischen P.E.N.-Zentrum (Independent Chinese PEN Center)  mit dem „Freedom to Write Award“ ausgezeichnet.
Ihr Werk „Vergangenes vergeht nicht wie Rauch“ wurde von Hans Peter Hoffmann und Brigitte Höhenrieder übersetzt und erschien 2008 im Verlag Zweitausendeins.
Neuerdings engagiert sich Zhang Yihe auch für den chinesischen Künstler Ai Weiwei.

## Werke
- Zhang Yihe: Vergangenes vergeht nicht wie Rauch. Autobiografische Berichte über das Leben der Künstler und Intellektuellen in China unter Mao Zedong. Zweitausendeins, Frankfurt, M. 2008, ISBN 978-3-86150-860-1 (Originaltitel: 往事並不如烟 / Wang shi bing bu ru yan. Übersetzt von Hans Peter Hoffmann, Brigitte Höhenrieder).